# Adrian Zandberg
Adrian Tadeusz Zandberg (* 4. prosince 1979, Aalborg) je polský poslanec, historik a počítačový vědec, doktor humanitních věd a levicový politik, člen správní rady strany Partia Razem.
Jeho rodiče se přestěhovali v roce 1967 z Polska do Dánska, kde se Adrian Zandberg v roce 1979 narodil. V roce 1985 se s rodiči přestěhoval zpět do Polska.
Po studiu historie na Varšavské univerzitě získal doktorát obhajobou pojednání o britské a německé sociálně demokratické levici. Studoval také počítačovou vědu na Polsko-japonské akademii výpočetní techniky. Profesionálně působí jako programátor.
Již jako student se věnoval politice. Spolu s aktivistou občanských práv Jackem Kurońem (1934–2004), vydal dne 14. listopadu 2001 v „Gazete Wyborczé“ článek na téma sociální spravedlnosti v Polsku. Byl zvolen předsedou mládežnické organizace „Unia Pracy“ a založil Federaci mladých socialistů. V roce 2015 před všeobecnými volbami se stal politicky aktivním. Byl zvolen do devítičlenné rady nově založené strany „Partia Razem“. Dne 20. října 2015 během televizní debaty před parlamentnímí volbý, které se konaly dne 25. října 2015, jako zástupce nejmenší z osmi stran, s malou šanci na úspěch, hrál v diskusi jako jediný ve prospěch bezpodmínečného přijetí válečných uprchlíků ze Sýrie.
Adrian Zandberg byl na prvním místě kandidátky Varšavského seznamu Partii Razem v Sejmovych volbách 2015. Jedno jeho diskutabilní prohlášení přineslo jeho straně nečekaný úspěch – 3,62 procenta namísto očekávaných 1,2 procenta – ale v důsledku růstu na úkor konkurenční strany „Sjednocená levice“, polská levice zůstala bez jakékoliv reprezentace v Sejmu. Adrian Zandberg obdržel 49711 hlasy voličů, tj. 4,538% všech hlasů odevzdaných ve Varšavě.
V prezidentských volbách v roce 2025 kandidoval na funkci polského prezidenta. Se ziskem 4,86 % hlasů skončil na šestém místě. Ve druhém kole žádného z postupujících kandidátů nepodpořil.
Je ženatý a má dvě děti.